# Ахунбабаев, Салиджан
Салиджан Ахунбабаев (1886—1961) — советский узбекский работник сельского хозяйства, хлопкороб, Герой Социалистического Труда (1957).

## Биография
Работал агрономом колхоза имени Ленина Ахунбабаевского района Ферганской области.
Умер 9 декабря 1961 года.

## Награды
- За выдающиеся успехи, достигнутые в деле развития советского хлопководства, широкое применение достижений науки и передового опыта в возделывании хлопчатника и получение высоких и устойчивых урожаев хлопка-сырца Салиджану Ахунбабаеву 11 января 1957 года было присвоено звание Героя Социалистического Труда с вручением ордена Ленина и золотой медали «Серп и Молот».